# Друга битва при Альбельді
Друга битва при Альбельді відбулась 859 року біля поселення Альбельда між об'єднаним астурійсько-наваррським військом під командуванням королів Ордоньйо I та Гарсії I Інігеса з одного боку, та військом маврів на чолі з Мусою II ібн Мусою з Бану Касі з іншого боку. Битва завершилась перемогою християн.

## Перебіг подій
859 року король Ордоньйо I виступив проти Муси II ібн Муси, який у той час будував в Альбельді величезну фортецю. Коли астурійський король оточив нову фортецю, Муса розмістив свою армію неподалік, на пагорбі Монте-Латурс, сподіваючись змусити християн зняти облогу. Ордоньйо розділив свої війська, залишивши частину для продовження облоги, а іншу частину спрямував назустріч війську Бану Касі. В результаті битви, що відбулась, мусульмани зазнали нищівної поразки. Важко поранений Муса ледве зумів уникнути полону, однак його зять і противник зять, король Гарсія I Інігес, загинув. Після цього Ордоньйо I повернувся до облоги фортеці, яка здалась за сім днів. Захисники фортеці були страчені, а сама цитадель зруйнована. Син Муси, валі Толедо Лубб I ібн Муса, довідавшись про поразку свого батька, одразу підкорився королю Ордоньйо та зберігав лояльність до нього до його смерті.

## Наслідки
Відповідно до християнської хроніки в битві загинули 12 000 мусульман, а до рук астурійців потрапили скарби, які незадовго до того Муса II ібн Муса отримав від правителя Західного Франкського королівства Карла II Лисого.
Зазнавши поразки, Муса II ібн Муса був змушений цілковито підкоритись своєму противнику, еміру Кордови Мухаммеду I.